# Hamfallow
Hamfallow – wieś w Anglii, w hrabstwie Gloucestershire, w dystrykcie Stroud. Leży 23 km na południowy zachód od miasta Gloucester i 162 km na zachód od Londynu.